# EPrix van Londen 2024
De ePrix van Londen 2024 werd gehouden over twee races op 20 en 21 juli 2024 op het ExCeL London Circuit. Dit waren de vijftiende en zestiende races van het tiende Formule E-seizoen. Deze races vormden de seizoensafsluiter.
De eerste race werd gewonnen door Porsche-coureur Pascal Wehrlein, die zijn derde zege van het seizoen behaalde. Mitch Evans werd voor Jaguar vanaf pole position tweede, terwijl Envision-rijder Sébastien Buemi derde werd.
Voorafgaand aan de tweede race waren Wehrlein, Evans en diens teamgenoot Nick Cassidy nog in de strijd om het kampioenschap. Het verschil tussen de drie coureurs bedroeg vier punten. De race werd gewonnen door Nissan-coureur Oliver Rowland, die zijn tweede zege van het seizoen behaalde. Wehrlein eindigde als tweede en werd zo gekroond tot wereldkampioen. Evans finishte als derde en werd hiermee tweede in de eindstand.

## Race 1

### Kwalificatie

#### Groepsfase
De top vier uit iedere groep kwalificeerde zich voor de knockoutfase.
Groep A
| Pos | No | Coureur             | Team             | Tijd     |
| --- | -- | ------------------- | ---------------- | -------- |
| 1   | 94 | Pascal Wehrlein     | Porsche          | 1:10.927 |
| 2   | 16 | Sébastien Buemi     | Envision-Jaguar  | 1:11.119 |
| 3   | 22 | Oliver Rowland      | Nissan           | 1:11.121 |
| 4   | 4  | Robin Frijns        | Envision-Jaguar  | 1:11.188 |
| 5   | 1  | Jake Dennis         | Andretti-Porsche | 1:11.304 |
| 6   | 8  | Sam Bird            | McLaren-Nissan   | 1:11.442 |
| 7   | 21 | Nyck de Vries       | Mahindra         | 1:11.487 |
| 8   | 48 | Edoardo Mortara     | Mahindra         | 1:11.548 |
| 9   | 37 | Nick Cassidy        | Jaguar           | 1:11.551 |
| 10  | 3  | Sérgio Sette Câmara | ERT              | 1:11.799 |
| 11  | 5  | Jake Hughes         | McLaren-Nissan   | 1:13.888 |

Groep B
| Pos | No | Coureur                | Team             | Tijd     |
| --- | -- | ---------------------- | ---------------- | -------- |
| 1   | 9  | Mitch Evans            | Jaguar           | 1:10.878 |
| 2   | 51 | Nico Müller            | Abt-Mahindra     | 1:10.894 |
| 3   | 17 | Norman Nato            | Andretti-Porsche | 1:10.940 |
| 4   | 25 | Jean-Éric Vergne       | DS               | 1:10.955 |
| 5   | 13 | António Félix da Costa | Porsche          | 1:10.990 |
| 6   | 7  | Maximilian Günther     | Maserati         | 1:11.011 |
| 7   | 23 | Sacha Fenestraz        | Nissan           | 1:11.057 |
| 8   | 18 | Jehan Daruvala         | Maserati         | 1:11.101 |
| 9   | 2  | Stoffel Vandoorne      | DS               | 1:11.125 |
| 10  | 33 | Dan Ticktum            | ERT              | 1:11.136 |
| 11  | 11 | Lucas di Grassi        | Abt-Mahindra     | 1:11.235 |

#### Knockoutfase
De combinatie letter/cijfer staat voor de groep waarin de betreffende coureur uitkwam en de positie die hij in deze groep behaalde.
|  | Kwartfinale      | Kwartfinale     |                 |          | Halve finale | Halve finale |  |  | Finale | Finale |
|  |                  |                 |                 |          |              |              |  |  |        |        |
|  |                  |                 |                 |          |              |              |  |  |        |        |
|  | A3-A2            |                 |                 |          |              |              |  |  |        |        |
|  |                  |                 |                 |          |              |              |  |  |        |        |
|  | Oliver Rowland   | 1:10.999        |                 |          |              |              |  |  |        |        |
|  | Oliver Rowland   | 1:10.999        | K1-K2           |          |              |              |  |  |        |        |
|  | Sébastien Buemi  | 1:10.791        |                 |          |              |              |  |  |        |        |
|  | Sébastien Buemi  | 1:10.791        | Sébastien Buemi | 1:10.402 |              |              |  |  |        |        |
|  | A4-A1            |                 | Sébastien Buemi | 1:10.402 |              |              |  |  |        |        |
|  |                  | Pascal Wehrlein | 1:10.827        |          |              |              |  |  |        |        |
|  | Robin Frijns     | Pascal Wehrlein | 1:10.827        | 1:11.009 |              |              |  |  |        |        |
|  | Robin Frijns     |                 | H1-H2           | 1:11.009 |              |              |  |  |        |        |
|  | Pascal Wehrlein  | 1:10.970        |                 |          |              |              |  |  |        |        |
|  | Pascal Wehrlein  | 1:10.970        | Sébastien Buemi | 1:10.691 |              |              |  |  |        |        |
|  | B3-B2            |                 | Sébastien Buemi | 1:10.691 |              |              |  |  |        |        |
|  |                  | Mitch Evans     | 1:10.622        |          |              |              |  |  |        |        |
|  | Norman Nato      | Mitch Evans     | 1:10.622        | 1:10.889 |              |              |  |  |        |        |
|  | Norman Nato      | K3-K4           |                 | 1:10.889 |              |              |  |  |        |        |
|  | Nico Müller      | 1:10.972        |                 |          |              |              |  |  |        |        |
|  | Nico Müller      | 1:10.972        | Norman Nato     | 1:11.019 |              |              |  |  |        |        |
|  | B4-B1            |                 | Norman Nato     | 1:11.019 |              |              |  |  |        |        |
|  |                  | Mitch Evans     | 1:10.835        |          |              |              |  |  |        |        |
|  | Jean-Éric Vergne | Mitch Evans     | 1:10.835        | 1:10.652 |              |              |  |  |        |        |
|  | Jean-Éric Vergne |                 |                 | 1:10.652 |              |              |  |  |        |        |
|  | Mitch Evans      | 1:10.283        |                 |          |              |              |  |  |        |        |
|  | Mitch Evans      | 1:10.283        |                 |          |              |              |  |  |        |        |

#### Startopstelling
| Pos | No | Coureur                | Team             |
| --- | -- | ---------------------- | ---------------- |
| 1   | 9  | Mitch Evans            | Jaguar           |
| 2   | 16 | Sébastien Buemi        | Envision-Jaguar  |
| 3   | 94 | Pascal Wehrlein        | Porsche          |
| 4   | 17 | Norman Nato            | Andretti-Porsche |
| 5   | 25 | Jean-Éric Vergne       | DS               |
| 6   | 51 | Nico Müller            | Abt-Mahindra     |
| 7   | 22 | Oliver Rowland         | Nissan           |
| 8   | 4  | Robin Frijns           | Envision-Jaguar  |
| 9   | 13 | António Félix da Costa | Porsche          |
| 10  | 1  | Jake Dennis            | Andretti-Porsche |
| 11  | 7  | Maximilian Günther     | Maserati         |
| 12  | 8  | Sam Bird               | McLaren-Nissan   |
| 13  | 23 | Sacha Fenestraz        | Nissan           |
| 14  | 21 | Nyck de Vries          | Mahindra         |
| 15  | 18 | Jehan Daruvala         | Maserati         |
| 16  | 48 | Edoardo Mortara        | Mahindra         |
| 17  | 37 | Nick Cassidy           | Jaguar           |
| 18  | 33 | Dan Ticktum            | ERT              |
| 19  | 11 | Lucas di Grassi        | Abt-Mahindra     |
| 20  | 2  | Stoffel Vandoorne      | DS               |
| 21  | 5  | Jake Hughes            | McLaren-Nissan   |
| 22  | 3  | Sérgio Sette Câmara    | ERT              |

### Race
| Pos | No | Coureur                | Team             | Rondes | Tijd/Oorzaak uitval | Grid | Punten |
| --- | -- | ---------------------- | ---------------- | ------ | ------------------- | ---- | ------ |
| 1   | 94 | Pascal Wehrlein        | Porsche          | 39     | 55:15.663           | 3    | 25     |
| 2   | 9  | Mitch Evans            | Jaguar           | 39     | +0.617              | 1    | 22     |
| 3   | 16 | Sébastien Buemi        | Envision-Jaguar  | 39     | +1.457              | 2    | 15     |
| 4   | 21 | Nyck de Vries          | Mahindra         | 39     | +2.290              | 14   | 12     |
| 5   | 48 | Edoardo Mortara        | Mahindra         | 39     | +13.897             | 16   | 10     |
| 6   | 51 | Nico Müller            | Abt-Mahindra     | 39     | +14.227             | 6    | 8      |
| 7   | 37 | Nick Cassidy           | Jaguar           | 39     | +14.725             | 17   | 6      |
| 8   | 8  | Sam Bird               | McLaren-Nissan   | 39     | +15.209             | 12   | 4      |
| 9   | 2  | Stoffel Vandoorne      | DS               | 39     | +15.794             | 20   | 2      |
| 10  | 17 | Norman Nato            | Andretti-Porsche | 39     | +16.515             | 4    | 1      |
| 11  | 11 | Lucas di Grassi        | Abt-Mahindra     | 39     | +16.977             | 19   |        |
| 12  | 3  | Sérgio Sette Câmara    | ERT              | 39     | +17.419             | 22   |        |
| 13  | 33 | Dan Ticktum            | ERT              | 39     | +18.249             | 18   |        |
| 14  | 23 | Sacha Fenestraz        | Nissan           | 39     | +18.712             | 13   |        |
| 15  | 22 | Oliver Rowland         | Nissan           | 39     | +33.186             | 7    |        |
| 16  | 1  | Jake Dennis            | Andretti-Porsche | 39     | +14.031             | 10   |        |
| 17  | 25 | Jean-Éric Vergne       | DS               | 39     | +45.199             | 5    |        |
| 18  | 18 | Jehan Daruvala         | Maserati         | 38     | +1 ronde            | 15   |        |
| DNF | 7  | Maximilian Günther     | Maserati         | 33     | Versnellingsbak     | 11   |        |
| DNF | 5  | Jake Hughes            | McLaren-Nissan   | 10     | Uitgevallen         | 21   |        |
| DNF | 13 | António Félix da Costa | Porsche          | 6      | Schade ongeluk      | 9    |        |
| DNF | 4  | Robin Frijns           | Envision-Jaguar  | 0      | Ongeluk             | 8    |        |

## Race 2

### Kwalificatie

#### Groepsfase
De top vier uit iedere groep kwalificeerde zich voor de knockoutfase.
Groep A
| Pos | No | Coureur         | Team             | Tijd     |
| --- | -- | --------------- | ---------------- | -------- |
| 1   | 37 | Nick Cassidy    | Jaguar           | 1:10.323 |
| 2   | 94 | Pascal Wehrlein | Porsche          | 1:10.468 |
| 3   | 8  | Sam Bird        | McLaren-Nissan   | 1:10.651 |
| 4   | 4  | Robin Frijns    | Envision-Jaguar  | 1:10.655 |
| 5   | 22 | Oliver Rowland  | Nissan           | 1:10.681 |
| 6   | 18 | Jehan Daruvala  | Maserati         | 1:10.759 |
| 7   | 33 | Dan Ticktum     | ERT              | 1:10.790 |
| 8   | 5  | Jake Hughes     | McLaren-Nissan   | 1:10.797 |
| 9   | 16 | Sébastien Buemi | Envision-Jaguar  | 1:10.800 |
| 10  | 23 | Sacha Fenestraz | Nissan           | 1:10.922 |
| 11  | 1  | Jake Dennis     | Andretti-Porsche | 1:11.009 |

Groep B
| Pos | No | Coureur                | Team             | Tijd     |
| --- | -- | ---------------------- | ---------------- | -------- |
| 1   | 7  | Maximilian Günther     | Maserati         | 1:10.395 |
| 2   | 9  | Mitch Evans            | Jaguar           | 1:10.509 |
| 3   | 2  | Stoffel Vandoorne      | DS               | 1:10.572 |
| 4   | 25 | Jean-Éric Vergne       | DS               | 1:10.592 |
| 5   | 13 | António Félix da Costa | Porsche          | 1:10.597 |
| 6   | 17 | Norman Nato            | Andretti-Porsche | 1:10.745 |
| 7   | 11 | Lucas di Grassi        | Abt-Mahindra     | 1:10.748 |
| 8   | 51 | Nico Müller            | Abt-Mahindra     | 1:10.797 |
| 9   | 3  | Sérgio Sette Câmara    | ERT              | 1:10.840 |
| 10  | 48 | Edoardo Mortara        | Mahindra         | 1:10.966 |
| 11  | 21 | Nyck de Vries          | Mahindra         | 1:10.983 |

#### Knockoutfase
De combinatie letter/cijfer staat voor de groep waarin de betreffende coureur uitkwam en de positie die hij in deze groep behaalde.
|  | Kwartfinale        | Kwartfinale        |                 |          | Halve finale | Halve finale |  |  | Finale | Finale |
|  |                    |                    |                 |          |              |              |  |  |        |        |
|  |                    |                    |                 |          |              |              |  |  |        |        |
|  | A3-A2              |                    |                 |          |              |              |  |  |        |        |
|  |                    |                    |                 |          |              |              |  |  |        |        |
|  | Sam Bird           | 1:10.598           |                 |          |              |              |  |  |        |        |
|  | Sam Bird           | 1:10.598           | K1-K2           |          |              |              |  |  |        |        |
|  | Pascal Wehrlein    | 1:10.216           |                 |          |              |              |  |  |        |        |
|  | Pascal Wehrlein    | 1:10.216           | Pascal Wehrlein | 1:10.426 |              |              |  |  |        |        |
|  | A4-A1              |                    | Pascal Wehrlein | 1:10.426 |              |              |  |  |        |        |
|  |                    | Nick Cassidy       | 1:10.263        |          |              |              |  |  |        |        |
|  | Robin Frijns       | Nick Cassidy       | 1:10.263        | 1:10.318 |              |              |  |  |        |        |
|  | Robin Frijns       |                    | H1-H2           | 1:10.318 |              |              |  |  |        |        |
|  | Nick Cassidy       | 1:10.212           |                 |          |              |              |  |  |        |        |
|  | Nick Cassidy       | 1:10.212           | Nick Cassidy    | 1:09.871 |              |              |  |  |        |        |
|  | B3-B2              |                    | Nick Cassidy    | 1:09.871 |              |              |  |  |        |        |
|  |                    | Maximilian Günther | 1:10.040        |          |              |              |  |  |        |        |
|  | Stoffel Vandoorne  | Maximilian Günther | 1:10.040        | 1:10.434 |              |              |  |  |        |        |
|  | Stoffel Vandoorne  | K3-K4              |                 | 1:10.434 |              |              |  |  |        |        |
|  | Mitch Evans        | 1:10.200           |                 |          |              |              |  |  |        |        |
|  | Mitch Evans        | 1:10.200           | Mitch Evans     | 1:10.278 |              |              |  |  |        |        |
|  | B4-B1              |                    | Mitch Evans     | 1:10.278 |              |              |  |  |        |        |
|  |                    | Maximilian Günther | 1:10.232        |          |              |              |  |  |        |        |
|  | Jean-Éric Vergne   | Maximilian Günther | 1:10.232        | 1:10.355 |              |              |  |  |        |        |
|  | Jean-Éric Vergne   |                    |                 | 1:10.355 |              |              |  |  |        |        |
|  | Maximilian Günther | 1:10.281           |                 |          |              |              |  |  |        |        |
|  | Maximilian Günther | 1:10.281           |                 |          |              |              |  |  |        |        |

#### Startopstelling
| Pos | No | Coureur                | Team             |
| --- | -- | ---------------------- | ---------------- |
| 1   | 37 | Nick Cassidy           | Jaguar           |
| 2   | 7  | Maximilian Günther     | Maserati         |
| 3   | 9  | Mitch Evans            | Jaguar           |
| 4   | 94 | Pascal Wehrlein        | Porsche          |
| 5   | 4  | Robin Frijns           | Envision-Jaguar  |
| 6   | 25 | Jean-Éric Vergne       | DS               |
| 7   | 2  | Stoffel Vandoorne      | DS               |
| 8   | 8  | Sam Bird               | McLaren-Nissan   |
| 9   | 22 | Oliver Rowland         | Nissan           |
| 10  | 13 | António Félix da Costa | Porsche          |
| 11  | 18 | Jehan Daruvala         | Maserati         |
| 12  | 17 | Norman Nato            | Andretti-Porsche |
| 13  | 33 | Dan Ticktum            | ERT              |
| 14  | 11 | Lucas di Grassi        | Abt-Mahindra     |
| 15  | 5  | Jake Hughes            | McLaren-Nissan   |
| 16  | 51 | Nico Müller            | Abt-Mahindra     |
| 17  | 16 | Sébastien Buemi        | Envision-Jaguar  |
| 18  | 3  | Sérgio Sette Câmara    | ERT              |
| 19  | 23 | Sacha Fenestraz        | Nissan           |
| 20  | 48 | Edoardo Mortara        | Mahindra         |
| 21  | 1  | Jake Dennis            | Andretti-Porsche |
| 22  | 21 | Nyck de Vries          | Mahindra         |

### Race
| Pos | No | Coureur                | Team             | Rondes | Tijd/Oorzaak uitval | Grid | Punten |
| --- | -- | ---------------------- | ---------------- | ------ | ------------------- | ---- | ------ |
| 1   | 22 | Oliver Rowland         | Nissan           | 37     | 54:30.572           | 9    | 25     |
| 2   | 94 | Pascal Wehrlein        | Porsche          | 37     | +1.055              | 4    | 18     |
| 3   | 9  | Mitch Evans            | Jaguar           | 37     | +3.782              | 3    | 15     |
| 4   | 16 | Sébastien Buemi        | Envision-Jaguar  | 37     | +4.004              | 17   | 12     |
| 5   | 25 | Jean-Éric Vergne       | DS               | 37     | +4.805              | 6    | 10     |
| 6   | 51 | Nico Müller            | Abt-Mahindra     | 37     | +5.202              | 16   | 8      |
| 7   | 4  | Robin Frijns           | Envision-Jaguar  | 37     | +5.582              | 5    | 6      |
| 8   | 2  | Stoffel Vandoorne      | DS               | 37     | +6.104              | 7    | 4      |
| 9   | 11 | Lucas di Grassi        | Abt-Mahindra     | 37     | +6.667              | 14   | 2      |
| 10  | 5  | Jake Hughes            | McLaren-Nissan   | 37     | +7.107              | 15   | 2      |
| 11  | 3  | Sérgio Sette Câmara    | ERT              | 37     | +7.579              | 18   |        |
| 12  | 17 | Norman Nato            | Andretti-Porsche | 37     | +8.076              | 12   |        |
| 13  | 13 | António Félix da Costa | Porsche          | 37     | +9.362              | 10   |        |
| 14  | 33 | Dan Ticktum            | ERT              | 37     | +9.478              | 13   |        |
| 15  | 23 | Sacha Fenestraz        | Nissan           | 37     | +19.185             | 19   |        |
| 16  | 21 | Nyck de Vries          | Mahindra         | 37     | +43.480             | 22   |        |
| DNF | 37 | Nick Cassidy           | Jaguar           | 33     | Schade ongeluk      | 1    | 3      |
| DNF | 7  | Maximilian Günther     | Maserati         | 28     | Ongeluk             | 2    |        |
| DNF | 18 | Jehan Daruvala         | Maserati         | 8      | Schade ongeluk      | 11   |        |
| DNF | 8  | Sam Bird               | McLaren-Nissan   | 6      | Ongeluk             | 8    |        |
| DNF | 48 | Edoardo Mortara        | Mahindra         | 1      | Ongeluk             | 20   |        |
| DNF | 1  | Jake Dennis            | Andretti-Porsche | 1      | Ongeluk             | 21   |        |

## Eindstanden wereldkampioenschap

### Coureurs
| Positie | No. | Rijder                 | Team             | Punten |
| ------- | --- | ---------------------- | ---------------- | ------ |
| 01      | 94  | Pascal Wehrlein        | Porsche          | 198    |
| 02      | 9   | Mitch Evans            | Jaguar           | 192    |
| 03      | 37  | Nick Cassidy           | Jaguar           | 176    |
| 04      | 22  | Oliver Rowland         | Nissan           | 156    |
| 05      | 25  | Jean-Éric Vergne       | DS               | 139    |
| 06      | 13  | António Félix da Costa | Porsche          | 134    |
| 07      | 1   | Jake Dennis            | Andretti-Porsche | 122    |
| 08      | 7   | Maximilian Günther     | Maserati         | 73     |
| 09      | 4   | Robin Frijns           | Envision-Jaguar  | 66     |
| 10      | 2   | Stoffel Vandoorne      | DS               | 61     |

### Teams
| Positie | Team             | Punten |
| ------- | ---------------- | ------ |
| 01      | Jaguar           | 368    |
| 02      | Porsche          | 332    |
| 03      | DS               | 200    |
| 04      | Nissan           | 182    |
| 05      | Andretti-Porsche | 169    |
| 06      | Envision-Jaguar  | 121    |
| 07      | McLaren-Nissan   | 101    |
| 08      | Maserati         | 81     |
| 09      | Abt-Mahindra     | 56     |
| 10      | Mahindra         | 47     |

### Constructeurs
| Pos. | Constructeur | Punten |
| ---- | ------------ | ------ |
| 01   | Jaguar       | 455    |
| 02   | Porsche      | 451    |
| 03   | Nissan       | 273    |
| 04   | Stellantis   | 263    |
| 05   | Mahindra     | 95     |
| 06   | ERT          | 23     |